# Missègre
Missègre település Franciaországban, Aude megyében. Lakosainak száma 64 fő (2022. január 1.). Missègre Belcastel-et-Buc, Terroles, Valmigère és Villardebelle községekkel határos.

## Népesség
A település népessége az elmúlt években az alábbi módon változott:
| Lakosok száma | 96   | 79   | 78   | 66   | 67   | 66   | 63   | 60   | 58   | 64   |
|               | 1968 | 1982 | 1990 | 2006 | 2013 | 2015 | 2017 | 2019 | 2020 | 2022 |